# Freyburg

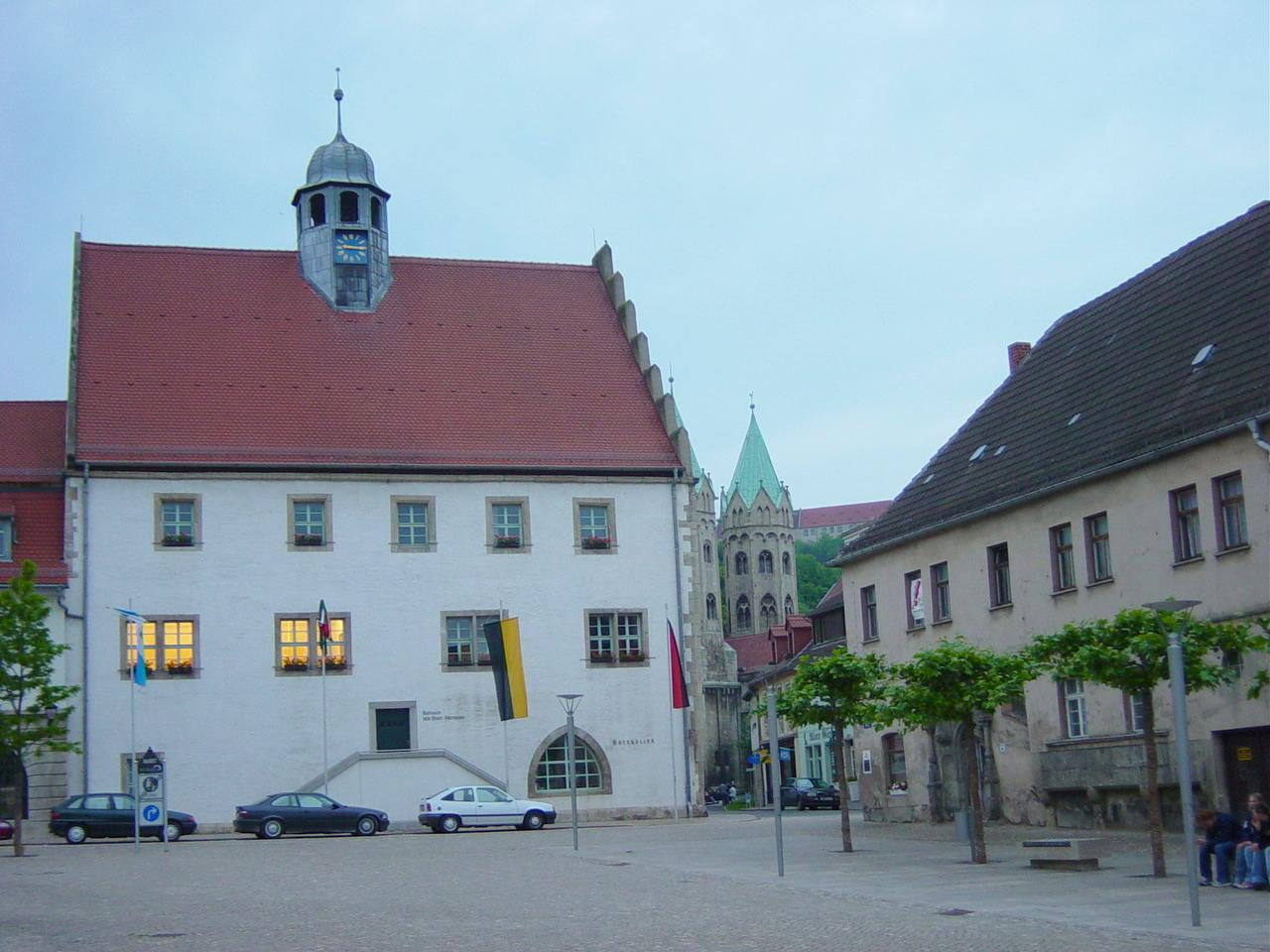
Ajuntament de Freyburg

Freyburg és una ciutat al districte de Burgenlandkreis, a Saxònia-Anhalt, Alemanya. Se situa al riu Unstrut, a 9 km al nord-oest de Hanseatic Naumburg, a 63 km des de Leipzig i 231 km des de Berlín. És part del Verwaltungsgemeinschaft ("municipi col·lectiu") Unstruttal.
La ciutat és una destinació turística, més coneguda per les seves vinyes, pel centre històric de la ciutat i pel magnífic castell del segle xi i la relació amb Friedrich Ludwig Jahn (fundador de la gimnàstica moderna). És una de les ciutats més pròsperes a la regió.

## Història
La història de la ciutat està connectada inextricablement amb les seues grans fortificacions - el Castell Neuenberg. El castell es construïa al voltant de 1090 pel compte turingià Ludwig der Springer, que assegurava el seu territori a l'est, com feia el seu castell germà Wartburg a l'oest. El Neuenberg és cinc vegades més gran que Castell de Wartburg i es construeix en el mateix estil - l'últim es coneix com el castell alemany més quintiessencial a causa de les seves relacions amb Martí Luter i Johann Wolfgang von Goethe, i el seu paper en l'origen de la bandera alemanya moderna.
Entre 1825-1852, Freyburg era la casa en exili per a l'educador de gimnàstica del segle xviii Friedrich Ludwig Jahn. Se'l considera com el fundador de gimnàstica moderna i construí el primer gimnàs del món a Freyburg. Està enterrat a Freyburg i el seu record a la ciutat s'ha convertit un lloc de pelegrinatge per a gimnastes com el campió olímpic Klaus Koeste i el campió mundial Erika Zuchold.

## Vi
Freyburg és la regió productora de vi més al nord d'Alemanya i Europa i organitza un festival de vi anomenat el "Winzerfest" tots els anys al mes de setembre. És una de les regions de producció de vi més velles a Europa, la regió Freyburg té més de mil anys d'història productora de vi documentada.
Malgrat tenir a penes 700 hectàrees de vinyes sota cultiu, la ciutat és la seu d'una de les companyies de vi més grans del món - Rotkäppchen-Mumm. Fou fundava el 1856, i el 2010, captava gairebé la meitat del mercat de vi escumós a Alemanya i té una facturació de més d'1 milió de dòlars (780 milions d'euros).
La raó per la qual Freyburg és capaç de produir vi comercialment quan unes altres regions de latituds similars a Europa no poden és per l'alta concentració de calci en el terra i un microclima que el fan significativament més calent que Berlín pròxim i Leipzig. El riu Unstrut el travessa, i és l'hàbitat de truites, carpes i castors. Als turons que envolten la ciutat, hi ha cérvols, porcs senglar, faisà i guineu. Hi ha moltes granges escampades al voltant de la regió, oferint una gamma àmplia de producció fresca i orgànica.